# John Hume
John Hume (Derry, 1937. január 18. – Derry, 2020. augusztus 3.) északír politikus. 1979 és 2001 között a Szociáldemokrata és Munkáspárt (SDLP) elnöke. Élete során tagja volt az északír, a brit és az Európai Parlamentnek is. Az északír békefolyamat egyik vezető személyisége, az erőszakmentes tiltakozások, valamint a tárgyalásos békefolyamat szószólója volt. Vezető szerepet töltött be az északír konfliktust lezáró nagypénteki megállapodás létrejöttében. 1998-ban az unionista David Trimble-lel közösen kapta meg a Nobel-békedíjat.

## Életpályája

### Kezdetek
Katolikus családban született az északír Derryben (más néven: Londonderry). Iskoláinak elvégzése után a St. Columb’s College hallgatója volt, majd a maynooth-i St. Patrick’s College szemináriumára járt, mivel eredetileg papnak készült. Végül nem lépett egyházi pályára, és diplomájának megszerzése után visszatért szülővárosába, ahol először tanárként kezdett el dolgozni. Korán bekapcsolódott Derry közéletébe, alapítója volt a helyi hitelszövetkezetnek (credit union), valamint az 1960-as évek második felében vezető alakja a polgári jogi mozgalomnak. Tevékenységének középpontjában az unionista vezetésű önkormányzat által hátrányos megkülönböztetésben részesített katolikus közösség lakhatásának és megélhetésének javítása állt. Ennek érdekében rendszeres békés felvonulásokat szervezett a városban. Példaképének tekintette az erőszakmentes tiltakozásairól híres Martin Luther Kinget.

### Politikai pályafutása
1969-ben független köztársaságpárti jelöltként megválasztották az északír parlamentbe (Parliament of Northern Ireland). 1970-ben társalapítója és alelnöke lett a Szociáldemokrata és Munkáspártnak (SDLP), amely a legjelentősebb köztársaságpárti erővé nőtte ki magát. Az északír parlament 1972-es megszüntetését követően 1973-tól az északír gyűlés (Northern Ireland Assembly) tagja, 1974-ben pedig rövid ideig kereskedelmi miniszter volt az unionisták és a köztársaságpártiak közös kormányában. Az északír feszültségek fokozódásával 1976-ban az Egyesült Királyság közvetlen kormányzás alá vonta Észak-Írországot és feloszlatta az 1975 óta működő alkotmányozó gyűlést, amelynek Hume is tagja volt. 1979-ben Gerry Fitt utódjaként megválasztották az SDLP elnökévé.
Először 1974-ben indult el brit parlamenti választáson, amelyen nem szerzett mandátumot, de 1979-ben (már pártelnökként) az Európai Parlament (EP) tagjává választották. Négy évvel később a brit képviselőházba is bekerült Foyle választókerületből. Mivel akkor nem volt összeférhetetlen a két mandátum, így megtartotta az EP-képviselőit is. Parlamenti képviselőként is folytatta meghirdetett erőszakmentes és tárgyalásos politikáját. Részt vett a brit és ír kormányokkal folytatott egyeztetéseken, illetve titkos tárgyalásokat kezdeményezett Gerry Adamsszel, az IRA politikai szárnyának tekintett Sinn Féin elnökével. Bár a találkozók ténye nyilvánosságra került, ami miatt Hume támadásoknak volt kitéve, de a megbeszélések folytatódtak. A tárgyalássorozat célja a Sinn Féin tárgyalóasztalhoz ültetése, egyik eredménye pedig a brit és az ír kormányfők által aláírt 1985-ös angol–ír megállapodás volt. Ezt ugyan ellenezte az unionista közösség többsége és voltak köztársaságpárti kritikusai is, a megbeszélések mégis folytatódtak, aminek folyománya az IRA 1994-es tűzszüneti bejelentése lett. Négy évvel később megkötötték a nagypénteki egyezményt, ami véget vetett az északír konfliktus fegyveres részének. Ugyanebben az évben az unionista UUP elnökével, David Trimble-lel közösen vehették át a Nobel-békedíjat az északír konfliktus befejezésében betöltött szerepükért. Emellett 1999-ben a Martin Luther King-békedíjjal, 2001-ben pedig a Nemzetközi Gandhi-békedíjjal tüntették ki. Hume a békefolyamat során felhasználta az 1960-as évek vége óta kialakult amerikai kapcsolatait is, így megszerezve támogatónak több ír származású amerikai közéleti személyiséget, például Edward Kennedy szenátort, illetve Tip O’Neillt, az Amerikai Képviselőház elnökét is.

### Visszavonulása
Hume ezt követően az újjáalakított északír gyűlés képviselője lett. A 2000-es évek elejétől fokozatosan visszavonult a politikai élettől. 2000-ben távozott az északír gyűlésből, ezt követően huszonkét év után, 2001-ben átadta a pártelnöki tisztségét Mark Durkannak, majd 2004-ben huszonöt év után nem indult újra az európai, egy évre rá a brit parlamenti választáson. Utóbbi mandátumát huszonkét évig töltötte be, minden választáson újraválasztották, amin elindult. Visszavonulása után a globális szegénység és az európai integráció kérdései foglalkoztatták, valamint előadásokat tartott. Ezenkívül szülővárosa labdarúgócsapatának (Derry City FC) elnöki tisztét is betöltötte. 2012-ben XVI. Benedek pápa a Nagy Szent Gergely Rend lovagjává ütötte. Élete utolsó éveiben demenciával küzdött és visszavonult a közélettől. 2020-ban, nyolcvanhárom éves korában halt meg.